# Lewinski (Adelsgeschlecht)

Wappen derer von Lewinski

Lewinski ist der Name eines alten pomerellisch-kaschubischen Adelsgeschlechts.

## Herkunft
Das Geschlecht nannte sich ursprünglich Royk. Unter polnischer Herrschaft übernahm es den Namen seines langjährigen Besitzes Lewyn (heute Lewino), für das der erste polnische König Sigismund I. im Jahr 1526 einem Jakob Royk seinen erblichen adeligen Besitz bestätigt hatte:

„Datum est privilegium nobilibus [...] Jacobo heredibus de villa Lewyn in terra Pomoraniae et districtu Mirochoviensi sitta“

Im 16. und 17. Jahrhundert führte das Geschlecht daraufhin den Namen von Royk Lewinski. Als letzter seiner Familie wird ein Andreas Royk 1662 als Steuerzahler in Lewino erwähnt. Während einer seiner beiden Söhne in Kositzkowo ansässig wurde und dessen Nachkommen dort bis ins 20. Jahrhundert nachweisbar sind, lebten der andere und seine Nachkommen auf weiterem Besitz in Lebno und später in Tockar, Kreis Karthaus/Westpreußen. Der letzte dieses Familienzweiges, 1747 in Dargelow geboren, verließ die Kaschubei und trat in preußische Dienste. Mit Beginn des 18. Jahrhunderts erscheint in den Urkunden schließlich nur noch der Name Lewinski.

## Wappen
In Rot ein silberner Löwe, der in den Vorderpranken ein Schwert hält. Auf dem Helm mit rot-silbernen Decken sind drei (rot, silber, rot) Straußenfedern.

## Bekannte Familienmitglieder
- Alfred von Lewinski (1831–1906), preußischer General der Infanterie
- Alfred von Lewinski (1862–1914), preußischer Generalmajor
- August Alfred Friedrich von Lewinski (1866–1957), preußischer Generalmajor
- Eduard von Lewinski (1829–1906), preußischer General der Artillerie
- Erich von Lewinski gen. von Manstein (1887–1973), deutscher Generalfeldmarschall
- Felix von Lewinski (1869–1936), preußischer Generalmajor
- Henning von Lewinski (1902–1981), Diplomat und Marineoffizier
- Kai von Lewinski (* 1970), deutscher Jurist und Hochschullehrer
- Karl von Lewinski (1858–1937), preußischer Generalleutnant
- Karl von Lewinski (1873–1951), deutscher Jurist und Diplomat
- Oskar von Lewinski (1873–1913), preußischer Offizier und Militärattaché
- Wilhelm von Lewinski (1867–1942), preußischer Generalmajor
- Wolf-Eberhard von Lewinski (1927–2003), deutscher Musik- und Theaterkritiker